# Canadian Open (теніс) 1994
Canadian Open 1994 і Matinée Ltd. - Canadian Open 1994 - тенісні турніри, що проходили на відкритих кортах з твердим покриттям. Це був 105-й турнір Мастерс Канада, що належав до серії ATP Super 9 в рамках Туру ATP 1994, а також серії Tier I в рамках Туру WTA 1994. Чоловічий турнір відбувся в National Tennis Centre у Торонто (Канада) з 25 до 31 липня 1994 року, а жіночий - на Uniprix Stadium у Монреалі (Канада) з 15 до 21 серпня 1994 року.

## Переможці та фіналісти

### Одиночний розряд, чоловіки
Андре Агассі —  Джейсон Столтенберг 6–4, 6–4
- Для Агассі це був 2-й титул за сезон і 21-й — за кар'єру.

### Одиночний розряд, жінки
Аранча Санчес Вікаріо —  Штеффі Граф 7–5, 1–6, 7–6
- Для Санчес Вікаріо це був 5-й титул за сезоні 17-й - за кар'єру.

### Парний розряд, чоловіки
Байрон Блек /  Джонатан Старк —  Патрік Макінрой /  Джаред Палмер 7–6, 7–6

### Парний розряд, жінки
Мередіт Макґрат /  Аранча Санчес Вікаріо —  Пем Шрайвер /  Елізабет Смайлі 2-6, 6-2, 6-4